# Історія освоєння мінеральних ресурсів Киргизстану
Історія освоєння мінеральних ресурсів Киргизстану
Початок освоєння мінеральних ресурсів сягає раннього палеоліту (300–100 тис. років тому), коли камінь (здебільшого кремінь) став використовуватися для виготовлення знарядь праці (знахідки на річці Он-Арча та інші). Перші керамічні вироби датують IV тис. до РХ Археологічні знахідки давніх гірничих виробок на півночі країни свідчать про експлуатацію мідних і залізорудних родовищ з I тис. до РХ до III — V ст. нашої ери.
Згідно з письмовими джерелами в горах, біля м. Шельджі (Таласька долина) і на південних схилах Киргизького хребта були копальні срібла. Тут знайдено близько 100 середньовічних гірничих виробок, що відкривали поклади поліметалічних руд. Видобута руда подрібнювалася і збагачувалася. Срібло вилучалося методом купеляції. Крім срібло-свинцевих руд тут розроблялися також родовища корінного і розсипного золота (потужний рудник знаходився у верхів'ях річки Чонур). Найбільш інтенсивно копальні Шельджі експлуатувалися у IX-ХІ ст. Видобуток руд продовжувався до ХІІ-XIV ст. Крім того, копальні були в районі Фергани. Письмові джерела повідомляють про видобуток там ртуті, а також свинцю, нафти і інших корисних копалин.
Розквіт гірничої справи припадає на IX-ХІІ ст., а з XIII ст. має місце помітний спад, пов'язаний з монгольською експансією. До XIX ст. розроблялися невеликі родовища, датування відкриття яких відсутнє. Видобуток міді зафіксовано в басейні річки Чу, а також на Ак-Ташському і Кара-Киштанському родовищах (Киргизький хребет). Давні виробки тут заглиблювались в гірські масиви до 120 м. Виявлені рудо-плавильні центри. На ряді родовищ Південного Киргизстану вівся видобуток ртутних, стибієвих, арсенових руд. Золото видобували по схилах річки Чаткал. Розробка солі, ймовірно, здійснювалася в районі річки Нарин, озера Бородобосун та джерел Джіль-Каркара.
Перші вугільні підприємства з'явилися в кінці XIX ст. На початку XX ст. були відкриті великі родовища ртуті (Хайдаркан) і сурми (Кадамджай) і на їх базі в 30-і роки створена кольорова металургія. У роки Другої світової війни побудовані підприємства з виробництва свинцю і цинку (Актюз, Боорду, Сумсар, Кан), вольфраму (Кумбель, Меліксу), експлуатувалися розсипні родовища золота. У післявоєнні роки декілька киргизьких рудників (Майлісай, Кавак, Каджісай, Шакаптар) стали постачати радіоактивну сировину для атомної і оборонної промисловості СРСР. Був побудований великий Карабалтінський комбінат з переробки уранової сировини. З 1958 р. почався видобуток рідкісноземельних елементів на родовищі Кутессай II, а їх переробка — на Киргизькому гірничорудному комбінаті в селищі Орловка.
З розпадом Радянського Союзу гірничорудні підприємства Киргизької Республіки зіткнулися з такими проблемами як втрата ринків збуту, зростання цін на паливо, електроенергію, дефіцит оборотного капіталу, втрати фахівців, зношеність морально застарілого обладнання, падіння цін на метали, необхідність переходу до видобування копалин на великих глибинах. Внаслідок цього гірничорудна промисловість істотно знизила обсяги виробництва. Майже в 10 раз поменшало виробництво вугілля (з 4 млн т до 400 тис. т), в 2-3 рази стибію (замість 20 тис. т — 5-7 тис. т), припинився видобуток рідкісноземельних елементів, закрилися всі уранові і поліметалічні рудники. Уряд Киргизстану прийняв ряд заходів для відновлення і подальшого розвитку гірничої промисловості. Ухвалені «Закон про надра», «Податковий кодекс», «Закон про іноземні інвестиції»; всі гірські комбінати приватизовані. Розсекречені відомості про запаси всіх без винятку корисних копалин. По лінії ООН англійською мовою випущено збірник «Геологія і корисні копалини Киргизстану». Киргизстан став членом Всесвітньої торгової організації. Республіка відкрита для іноземних геологорозвідувальних і гірничодобувних компаній. В Киргизстані працюють канадські компанії «Камеко», «ТЕК Корпорейшн», американські — «Фелпс Додж», «Ньюмонт голд» «Баррік голд», «Хемко», японська компанія «Міндеко», англійська — «Оксус», австралійська — «Нормандія Майнінг», Малайзійська гірничорудна компанія і інші.
Станом на 2000 р. на території республіки виявлено декілька тисяч родовищ понад 100 видів різних горючих, рудних і нерудних корисних копалин. Киргизстан має в своєму розпорядженні великі родовища кам'яного вугілля, стибію, ртуті, урану, цинку, олова, вольфраму, свинцю, рідкісноземельних металів, воластоніту, нефелінових сієнітів. Промислове значення мають олов'яні, ртутні, стибієві, поліметалічні та рідкіснометалічні родовища. Відомі родовища піриту, осадових залізних руд, є вияви молібден-ванадієвих зруденінь, а також родовища нафти і газу, вугілля, кам'яної солі, гіпсу, каоліну і бентонітових глин, скляних пісків, будматеріалів, а також прісних підземних вод, численні термальні і мінеральні джерела.
На початку XXI ст. у країні видобувають і переробляють руди ванадію, молібдену, олова, ртуті, стибію, золота, урану, рідкісних металів і неметалічних корисних копалин. Частка гірничої промисловості Киргизстану суттєва — 60 % всього промислового виробництва республіки (2002 р.). У ВВП країни гірничодобувна галузь становить 7,7 %, а гірнича і металургійна — 10 % (2001 р.).
Підготовку кадрів для гірничої галузі у сучасному Киргизстані здійснюють на гірничо-геологічному факультеті Бішкекського політехнічного університету (з 1954 р.).